# Octopus (Belgio)
Octopus è il nome dato a un dialogo politico tra otto partiti in Belgio.

## Contesto
Il Belgio è un paese scosso da ripetute crisi politiche comunitarie.
Una delle risposte a queste crisi sono le riforme dello stato belga verso una diversa divisione dei poteri tra lo stato federale, le regioni e le comunità.
Le riforme dello Stato belga richiedono una maggioranza di due terzi nel Parlamento belga.
In generale, i partiti che costituiscono il governo belga non raggiungono questa maggioranza e devono quindi fare appello all'opposizione, oppure le riforme hanno un tale impatto sul paese che è auspicabile un consenso più ampio.
Questo è il motivo per cui le 4 principali famiglie politiche delle 2 principali comunità linguistiche (8 partiti) hanno deciso di lavorare insieme per raggiungere accordi che ottengano una maggioranza dei due terzi in Parlamento.
Gli otto partiti coinvolti nella consultazione del 2007-2008 sono:
- CD&V/N-VA, cristiano-sociali fiamminghi
- Open VLD, liberali fiamminghi
- Sp.a, socialisti fiamminghi
- Groen!, ecologisti fiamminghi
- PS, socialisti francofoni
- MR, liberali francofoni
- cdH, centristi francofoni
- Ecolo, ecologisti francesi

## Variante
Quando il partito Sp.A ha deciso di ritirarsi all'inizio del giugno 2008 da questa consultazione, la stampa ha parlato di "Heptapus" o "Octopus bis".